# Günter von Drenkmann

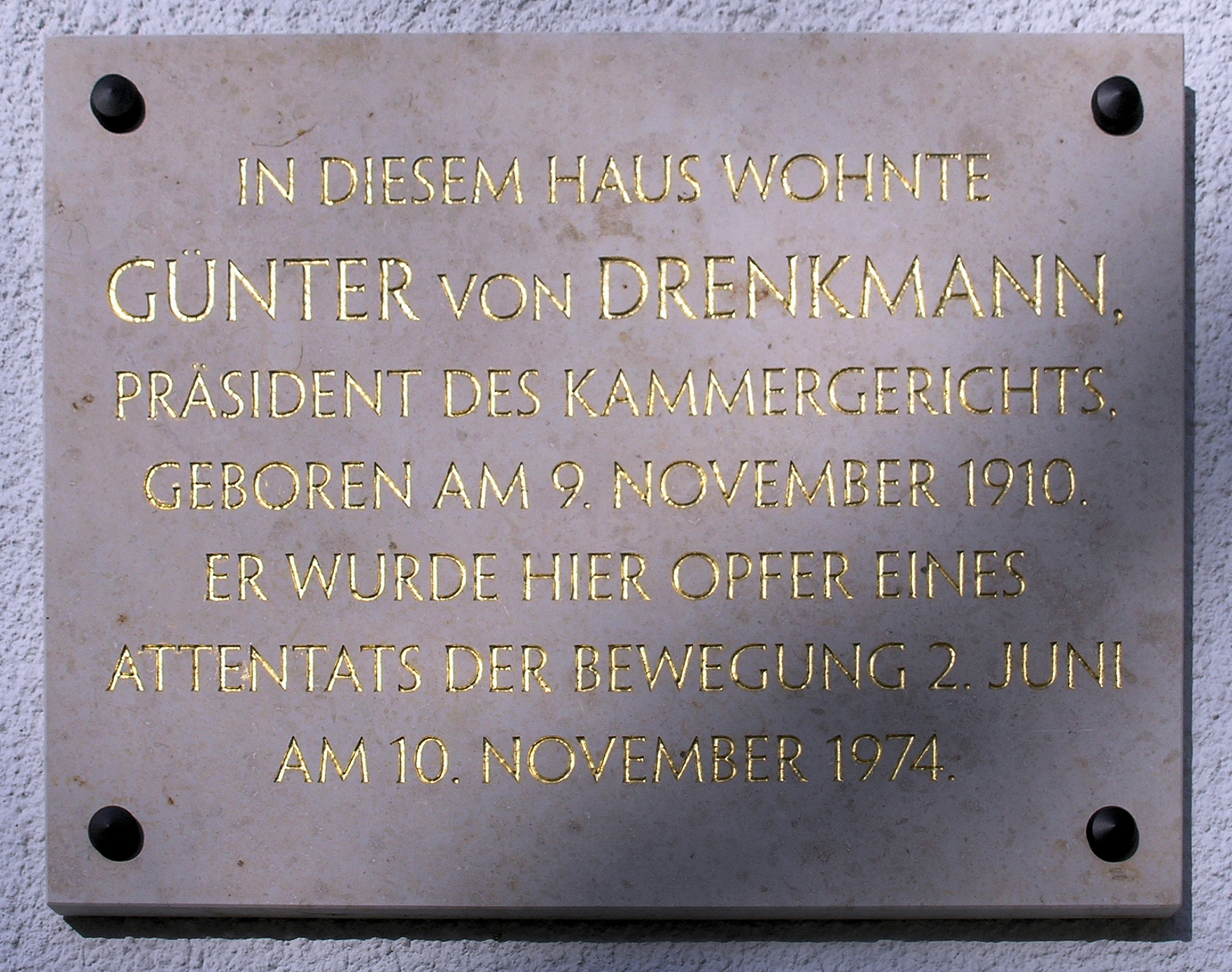
Minnesplakett över Günter von Drenkmann.

George Ernst Rickard Günter von Drenkmann, född 9 november 1910 i Berlin, död 10 november 1974 i Berlin, var en högt uppsatt tysk jurist. Han var 1967–1974 ordförande i Västberlins högsta domstol (Kammergericht).
Den 10 november 1974, dagen efter det att den hungerstrejkande RAF-medlemmen Holger Meins avlidit i fängelset i Wittlich, bröt sig medlemmar ur 2 juni-rörelsen in i Drenkmanns bostad i Berlin-Westend och sköt honom till döds.